# La Chapelle-du-Bois

La Chapelle-du-Bois este o comună în departamentul Sarthe, Franța. În 2009 avea o populație de 885 de locuitori.